# El Rubio
El Rubio is een gemeente in de Spaanse provincie Sevilla in de regio Andalusië met een oppervlakte van 21 km². In 2007 telde El Rubio 3548 inwoners.